# Antichrist Superstar (песня)
«Antichrist Superstar» (рус. «Антихрист Суперзвезда») — промосингл из альбома Antichrist Superstar группы Marilyn Manson. Видеоклип был снят в 1996 году кинорежиссёром Элиасом Мериджем, известным по культовому фильму «Порождённый». Клип был снят с эфира MTV через 3 дня.

## Песня
В своей автобиографии Брайан Уорнер описывал стремление показать, что посредством внушения страха перед муками ада и предстоящим пришествием Антихриста, христиане скорее всего, с внутренним пылом мазохизма, жаждали его возвращения.

## Участники
- Мэрилин Мэнсон
- Мадонна Уэйн Гейси
- Твигги Рамирес
- Дэйзи Берковиц

## Клип

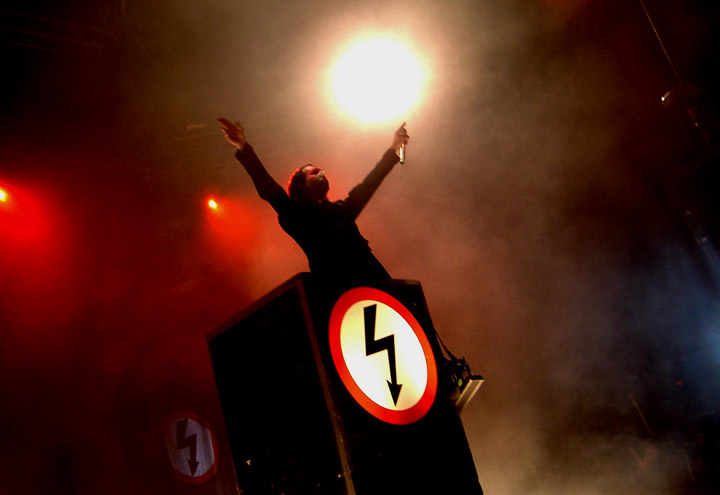
Marilyn Manson на трибуне

Премьера клипа состоялась 6 июня 1996 года (т.е «три шестёрки») на кинофестивале в Сан-Франциско.
Согласно сайту IMDb, в клипе «Anti-Christ Superstar» помимо самого Мэнсона в роли Антихриста Суперзвезды снялись панк-певица Тексес Терри в роли Ангела смерти и Роджер М. Майер в роли факельщика.
Клип чёрно-белый, и в нём появляется только Мэрилин Мэнсон на своей знаменитой трибуне (на илл., другие музыканты в клипе отсутствуют). Это картина конца света, с кадрами результатов войн, смертельных конфликтов, распада, разложения и сборищ сторонников Антихриста Суперзвезды. Клип начинается в космосе, с картины звёздного неба, а затем идут кадры конца света, который происходит в Раю. Также в клипе много вставок из фильма «Порождённый».
Режиссёр: 

Это поразительно выглядящий и спорный клип, так как многие зрители были ошеломлены им, и он был снят с эфира MTV где-то дня через три. Это очень сильный клип, я считаю, что он довольно хороший. Я правда так думаю. То есть, я не очень люблю видеоклипы, но этот мне нравится, потому что в нём есть сюжет, и сила, и он имеет какой-то прочувствованный характер. Дело не только в образности.
19 июня 2010 года клип был размещён в интернете.

## Факты
- Песня никогда не выходила в качестве сингла (за исключением 70-ти промосинглов).